# Aslan Karatsev
Aslan Kazbekovitj Karatsev (ryska: Аслан Казбекович Карацев), född 4 september 1993 i Vladikavkaz, är en rysk tennisspelare. Han har som högst varit rankad på 14:e plats på ATP-singelrankingen och på 86:e plats på dubbelrankingen. Karatsev har vunnit tre singeltitlar och en dubbeltitel på ATP-touren.

## Karriär
I januari 2022 tog Karatsev sin tredje singeltitel efter att ha besegrat Andy Murray i finalen av Sydney International.

## Titlar och finaler

### Grand Slam-finaler

#### Mixed dubbel: 1 (andraplats)
| Resultat | År   | Turnering     | Underlag | Medspelare     | Motståndare                    | Resultat         |
| -------- | ---- | ------------- | -------- | -------------- | ------------------------------ | ---------------- |
| Tvåa     | 2021 | Franska öppna | Grus     | Jelena Vesnina | Desirae Krawczyk Joe Salisbury | 6–2, 4–6, [5–10] |

### OS

#### Mixed dubbel: 1 (silvermedalj)
| Medalj | År   | Turnering                          | Underlag   | Medspelare     | Motståndare                              | Resultat               |
| ------ | ---- | ---------------------------------- | ---------- | -------------- | ---------------------------------------- | ---------------------- |
| Silver | 2021 | Olympiska sommarspelen 2020, Tokyo | Hard court | Jelena Vesnina | Anastasija Pavljutjenkova Andrej Rubljov | 3–6, 7–6(7–5), [11–13] |

### ATP Masters 1000

#### Dubbel: 1 (1 andraplats)
| Resultat | År   | Turnering            | Underlag   | Medspelare     | Motståndare              | Resultat      |
| -------- | ---- | -------------------- | ---------- | -------------- | ------------------------ | ------------- |
| Tvåa     | 2021 | Indian Wells Masters | Hard court | Andrej Rubljov | John Peers Filip Polášek | 3–6, 6–7(5–7) |

### ATP-finaler

#### Singel: 4 (3 titlar, 1 andraplats)
| Teckenförklaring       |
| ---------------------- |
| Grand Slam (0–0)       |
| ATP Finals (0–0)       |
| ATP Masters 1000 (0–0) |
| ATP 500 Series (1–0)   |
| ATP 250 Series (2–1)   |

| Finaler efter underlag |
| ---------------------- |
| Hard court (3–0)       |
| Grus (0–1)             |
| Gräs (0–0)             |

| Resultat | V–F | Datum        | Turnering                                  | Kategori   | Underlag       | Motståndare       | Resultat           |
| -------- | --- | ------------ | ------------------------------------------ | ---------- | -------------- | ----------------- | ------------------ |
| Vinnare  | 1–0 | Mars 2021    | Dubai Championships, Förenade Arabemiraten | 500 Series | Hard court     | Lloyd Harris      | 6–3, 6–2           |
| Tvåa     | 1–1 | April 2021   | Serbia Open, Serbien                       | 250 Series | Grus           | Matteo Berrettini | 1–6, 6–3, 6–7(0–7) |
| Vinnare  | 2–1 | Oktober 2021 | Kremlin Cup, Ryssland                      | 250 Series | Hard court (i) | Marin Čilić       | 6–2, 6–4           |
| Vinnare  | 3–1 | Januari 2022 | Sydney International, Australien           | 250 Series | Hard court     | Andy Murray       | 6–3, 6–3           |

#### Dubbel: 2 (1 titel, 1 andraplats)
| Teckenförklaring       |
| ---------------------- |
| Grand Slam (0–0)       |
| ATP Finals (0–0)       |
| ATP Masters 1000 (0–1) |
| ATP 500 Series (0–0)   |
| ATP 250 Series (1–0)   |

| Finaler efter underlag |
| ---------------------- |
| Hard court (1–1)       |
| Grus (0–0)             |
| Gräs (0–0)             |

| Resultat | V–F | Datum        | Turnering                 | Kategori     | Underlag   | Medspelare     | Motståndare                   | Resultat      |
| -------- | --- | ------------ | ------------------------- | ------------ | ---------- | -------------- | ----------------------------- | ------------- |
| Vinnare  | 1–0 | Mars 2021    | Qatar Open, Qatar         | 250 Series   | Hard court | Andrej Rubljov | Marcus Daniell Philipp Oswald | 7–5, 6–4      |
| Tvåa     | 1–1 | Oktober 2021 | Indian Wells Masters, USA | Masters 1000 | Hard court | Andrej Rubljov | John Peers Filip Polášek      | 3–6, 6–7(5–7) |